# Stefan Zbigniewicz
Stefan Zbigniewicz (ur. w 1904 w Tarnowie, zm. rozstrzelany 27 maja 1942 w KL Auschwitz) – polski rzeźbiarz.
Był synem malarki Ireny Serdy-Zbigniewiczowej i lekarza Jana Zbigniewicza. Studiował na Akademii Sztuk Pięknych w Krakowie pod kierunkiem Xawerego Dunikowskiego. W 1928 otrzymał stypendium i na 2 lata wyjechał do Paryża gdzie pracował między innymi u Józefa Pankiewicza w Oddziale Paryskim. Do Polski powrócił w 1930 roku.
Do KL Auschwitz trafił po akcji aresztowań w Domu Plastyków przy ulicy Łobzowskiej 3, gdzie w czasie II wojny światowej był kierownikiem (komisarzem) kawiarni. Został aresztowany kilka dni później, bo w dniu obławy nie był obecny na miejscu.

## Twórczość
- Pomnik "Bohaterom walk o wolność Śląska 1919-1920-1921" w Chorzowie (1927)[3]
- posągi Ewangelistów na budynku przy ul. Bernardyńskiej 3
- 8 figur na grobowcu Rodziny Schützerów na Cmentarzu Rakowickim
- ambony tłoczone w blasze do kościołów w Mogile i w Chorzelowie
- 5 metrowy posąg św. Barbary na budynku AGH (1939) odtworzony w 1999

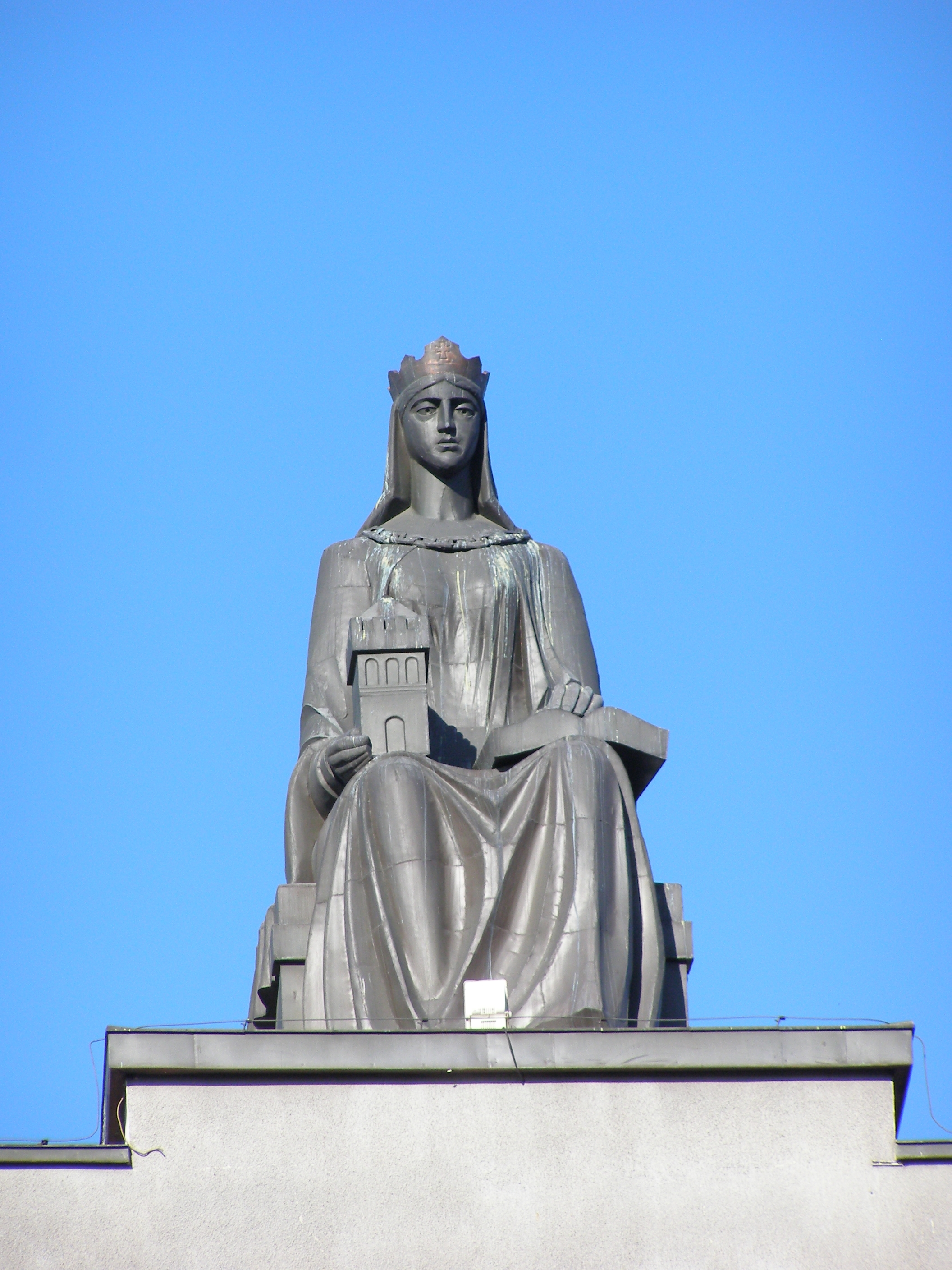
posąg Św. Barbary na budynku AGH
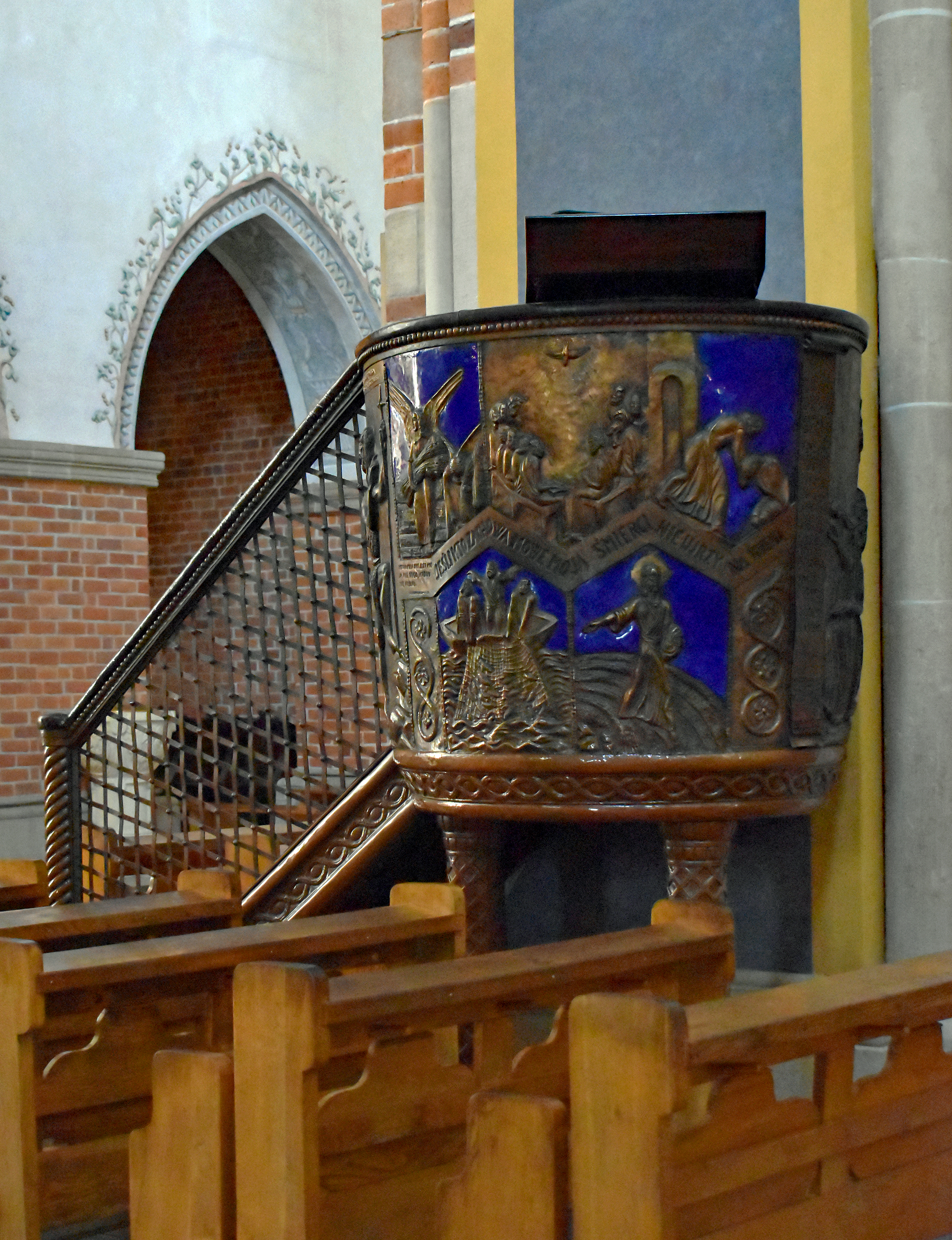
Ambona w Kościele Cystersów w Mogile
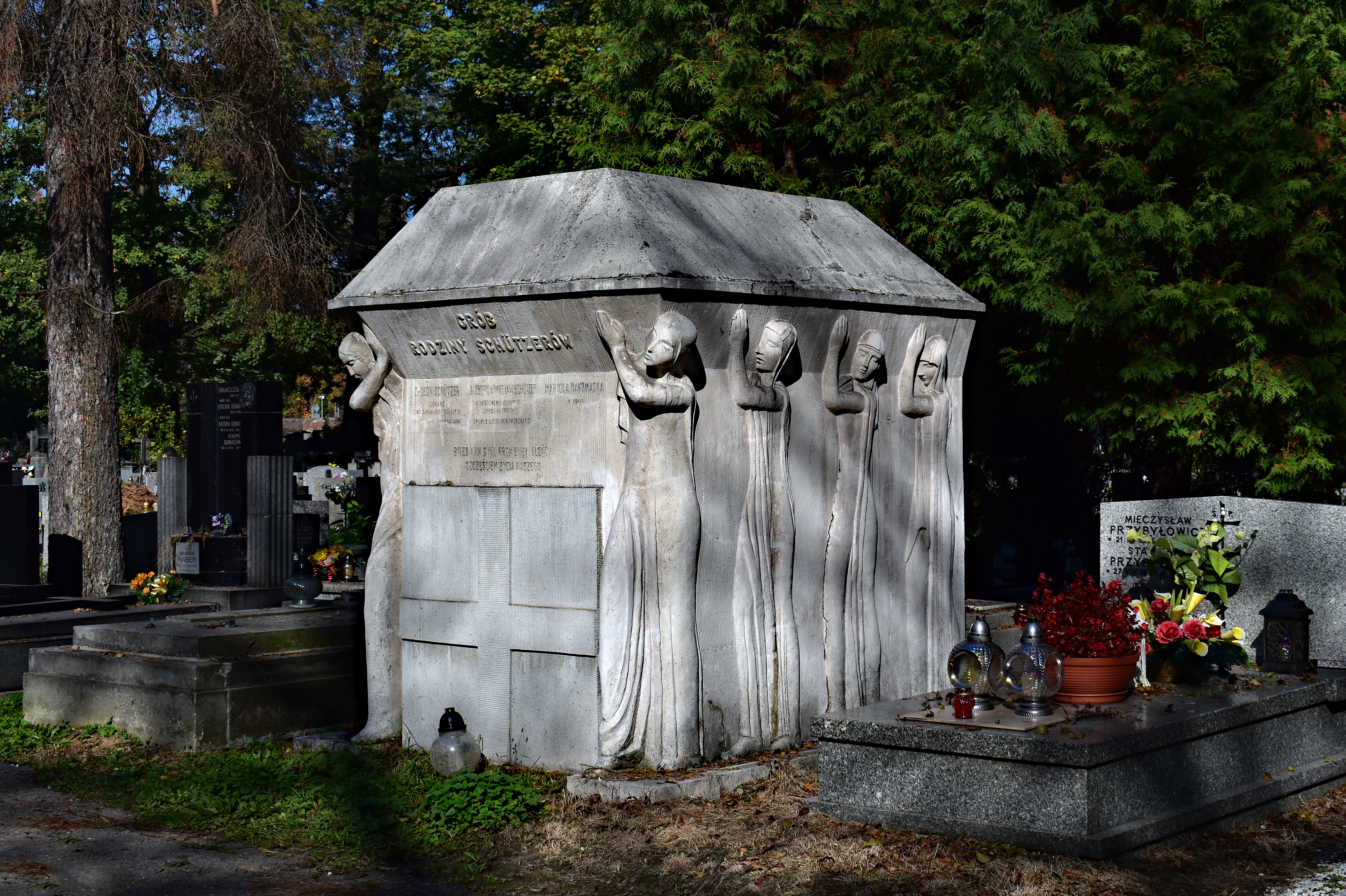
Grobowiec Rodziny Schützerów na Cmentarzu Rakowickim